# Paripao
Paripao ist eine administrative Einheit (Ward, Distrikt) des unabhängigen Inselstaates der Salomonen im südwestlichen Pazifischen Ozean.

## Geographie
Paripao bildet zusammen mit East Tasimboko den Verwaltungsbezirk North East Guadalcanal. Der Distrikt ist komplet von anderen Distrikten umschlossen und grenzt im Norden an East Tasimboko, im Osten an Aola und Kolokarako im Bezirk East Central Guadalcanal, sowie im Westen an Vulolo im Bezirk Central Guadalcanal. Die Grenzen des Distrikts sind mit dem Lineal gezogen, jedoch verlaufen sie in etwa zwischen den Flüssen Mberande River und Mbokokimbo River. Das Gebiet des Distrikts ist dicht bewaldet und von geprägt durch die hügelig-bergige Struktur des Landes.
Er hat eine Fläche von 170 km² und ca. 3100 Einwohner (2009).

## Klima
Das Klima ist tropisch, die durchschnittliche Tagestemperatur liegt bei gleichbleibend 28 Grad Celsius, die Wassertemperaturen bei 26 bis 29 Grad. Feuchtere Perioden sind vorwiegend zwischen November und April, diese sind aber nicht sehr ausgeprägt. Die durchschnittliche Niederschlagsmenge pro Jahr liegt bei 3000 mm.